# Skomorochy (aktorzy)

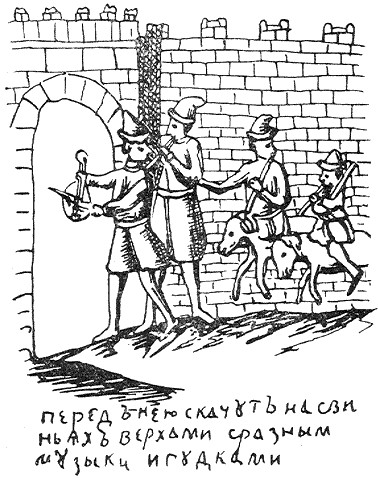
Skomorochy na XVII-wiecznej grafice ludowej, łuboku

Skomorochy białoruscy na niemieckiej rycinie z 1555

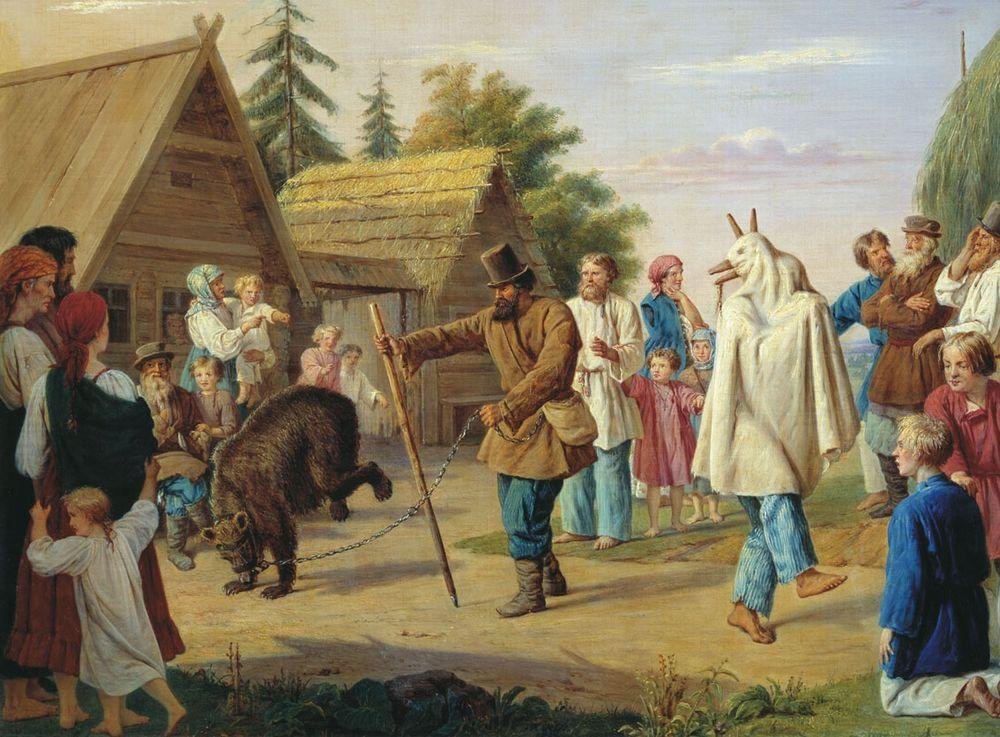
Obraz Franza Rissa

Skomorochy (ros. Скоморохи) – średniowieczni aktorzy wędrowni, popisujący się śpiewem, recytacją baśni i legend, tańcami, żonglerką i akrobacją oraz tresurą zwierząt. Występom towarzyszyła muzyka na dudach, bębnach, domrach i innych instrumentach ludowych. Najstarsza wzmianka o skomorochach pochodzi z roku 1068.
W XVI wieku skomorochy osiadali w miastach, w roku 1613 powstała w Moskwie stała siedziba, tzw. Potiesznaja Pałata (ros. Потешная Палата). Spotykali się z szykanami ze strony władz świeckich i cerkiewnych ze względu na frywolność tekstów i brak poszanowania władzy. W roku 1648 i 1657 ukazami cara Aleksego Romanowa zabroniono im występów. 
Podawane są różne etymologie nazwy. Istnieją teorie o pochodzeniu od romańskiego określenia scaramuccia (włoski scaramuccio oraz francuski scaramouche) – postaci z commedia dell’arte, czy też greckiego σκώμμαρχος (por. σκῶμμα - żart).